# Aptamère

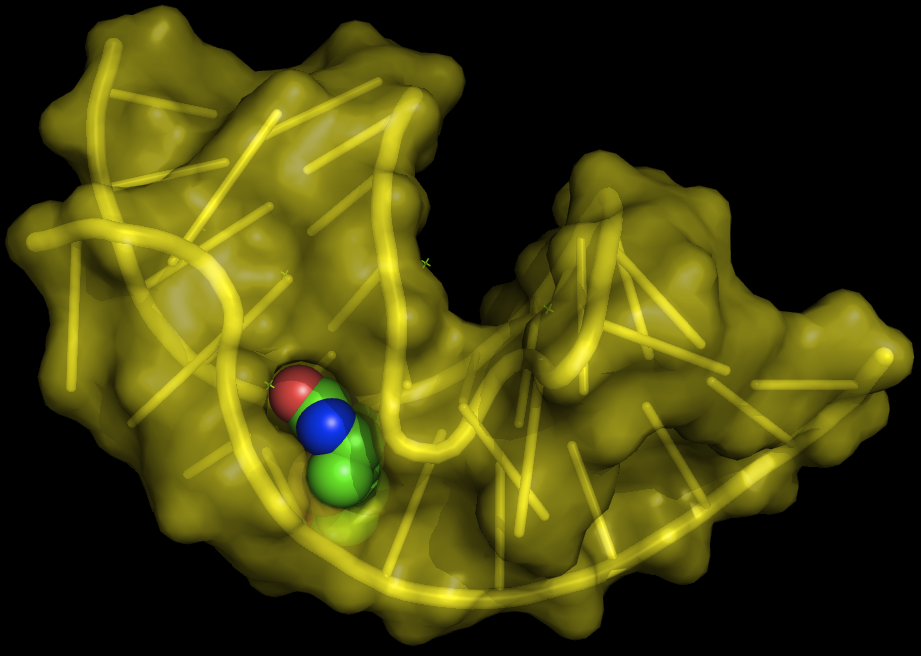
Structure d'un aptamère ARN spécifique de la biotine. L'aptamère et sa surface moléculaire sont représentés en jaune. La biotine (sphères) s'insère de manière très ajustée dans une cavité de la structure de l'ARN

Un aptamère est un oligonucléotide synthétique, le plus souvent un ARN qui est capable de fixer un ligand spécifique et parfois de catalyser une réaction chimique sur ce ligand. Les aptamères sont en général des composés synthétiques, isolés in vitro à partir de banques combinatoires d'un grand nombre de composés de séquence aléatoire par une méthode de sélection itérative appelée SELEX. 

## Constitution et isolement
Les aptamères sont des oligonucléotides, généralement ARN ou ADN, identifiés dans des banques contenant jusqu’à 1015 séquences différentes, par une méthode combinatoire de sélection in vitro appelée SELEX pour systematic evolution of ligands by exponentiel enrichment. La plupart des aptamères sont composés d'ARN, en raison de la capacité de l'ARN à adopter des structures variées et complexes, ce qui permet de créer à sa surface des cavités de géométries variées, permettant de fixer des ligands divers.
Les aptamères peuvent être générés contre des cibles de natures très diverses (petites molécules organiques, peptides, protéines, acides nucléiques, cellules intactes). Ils sont en général caractérisés par des affinités élevées pour leur cible et une spécificité remarquable. Faciles à synthétiser, ils peuvent être convertis en outils intéressant notamment les techniques diagnostiques, par greffage de divers groupements. Ils rivalisent aujourd’hui avec les anticorps et sont susceptibles d’applications chez l’Homme.
On peut aussi réaliser la sélection des aptamères contre des cibles mimant des intermédiaires d'état de transition, comme pour les anticorps catalytiques, on obtient alors des ribozymes artificiels, doués de propriétés catalytiques.
Récemment, des aptamères à acides nucléiques non naturels ont été obtenus (de TNA et HNA)

## Applications
Les aptamères sont des outils biochimiques qui peuvent être utilisés dans des applications biotechnologiques, diagnostiques ou thérapeutiques en fonction de la cible contre laquelle ils sont dirigés.  On a comparé leur sélectivité et leurs propriétés de fixation de ligands à celles des anticorps.